# تقييم التقانة
تقييم التقانة (بالإنجليزية: Technology assessment)‏، هي عملية علمية تهدف إلى المساهمة في تشكيل الرأي العام والسياسي حول الجوانب الاجتماعية للعلوم والتقانة.

## الوصف العام
يعتبر تقييم التقانة دراسة وتقييم التقنيات الجديدة. وهو طريقة لمحاولة التنبؤ والاستعداد للتطورات التقنية القادمة وانعكاساتها على المجتمع، ثم اتخاذ القرارات استنادًا إلى الأحكام. ويستند إلى الاعتقاد بأن التطورات الجديدة داخل، والمكتشفة بواسطة، المجتمع العلمي مهمة للعالم ككل وليس فقط للخبراء العلميين أنفسهم، وأن التقدم التقني لا يمكن أن يخلو أبدًا من العواقب الأخلاقية. تمت ممارسة التقييم التقني أولًا في الستينيات في الولايات المتحدة حيث ركز على تحليل أهمية «النقل الأسرع من الصوت وتلوث البيئة وأخلاقيات الفحص الجيني».
تدرك عملية تقييم التقانة حقيقة أن العلماء ليسوا خبراء أخلاقيين مدربين عادةً، وبالتالي يجب أن يكونوا حذرين للغاية عند إصدار أحكام أخلاقية على أنفسهم أو زملائهم أو النتائج الجديدة أو المشاريع أو العمل الجاري. يعد تقييم التقانة ظاهرة واسعة النطاق تشمل جوانب أخرى أيضًا مثل «نشر التقانة (ونقل التقانة)، والعوامل التي تؤدي إلى القبول السريع للتكنولوجيا الجديدة، ودور التقانة والمجتمع».
يفترض تقييم التقانة منظورًا عالميًا، وهو موجه نحو المستقبل وليس معارضًا للتكنولوجيا. ويعتبر تقييم التقانة مهمته نهجًا متعدد التخصصات لحل المشاكل القائمة بالفعل ومنع الضرر المحتمل الناجم عن التطبيق غير الممحص وتسويق التقانةت الجديدة.
لذا يجب نشر جميع نتائج دراسات تقييم التقانة، وإعطاء اعتبار خاص للاتصال بصناع القرار السياسي.
تعد معضلة كولينغريدج إحدى المشاكل المهمة المتعلقة بتقييم التقانة: فمن ناحية، لا يمكن التنبؤ بسهولة بتأثيرات التقنيات الجديدة حتى تُطور التقانة وتستخدم على نطاق واسع؛ ومن ناحية أخرى، يصعب التحكم في التقانة أو تغييرها بمجرد استخدامها على نطاق واسع. ما يؤكد حقيقة عدم إمكانية التنبؤ بآثار التقنيات، في مرحلتها المبكرة، وصعوبة تنظيمها أو التحكم فيها بمجرد قبولها على نطاق واسع من قبل المجتمع. يكون تشكيل أو توجيه هذه التقانة هو الاتجاه المرغوب ويصبح صعبًا على السلطات في هذه الفترة الزمنية. وضعت عدة مناهج لمعالجة هذه المعضلة، يعد «التوقع» أكثرها شيوعًا. يذكر هذا النهج أن السلطات والمقيمين «يتوقعون التأثيرات الأخلاقية للتكنولوجيا («السيناريوهات التقنية الأخلاقية»)، فتكون تخمينية جدًا لا يمكن الاعتماد عليها، أو يتجاهلون توقع الآثار المستقبلية بشأن التنظيم الأخلاقي للتطورات التقنية (التجارب الاجتماعية التقنية)».
تُعد تقييمات التقانة، التي تعتبر شكل من أشكال تحليل التكلفة والفائدة، وسيلة لصناع القرار لتقييم وتحليل الحلول المتعلقة بتقييم التقانة المعين، واختيار أفضل خيار ممكن فعال من ناحية التكلفة وملتزم بالمتطلبات الرسمية والمتعلقة بالميزانية. ولكن، يصعب إن لم يستحيل تنفيذه بطريقة موضوعية إذ يجب اتخاذ القرارات الذاتية والأحكام القيمية بالنسبة لعدد من القضايا المعقدة مثل (أ) حدود التحليل (ما هي التكاليف المستوعبة داخليًا المغطاة خارجيًا)، (ب) واختيار المؤشرات المناسبة للنتائج الإيجابية والسلبية المحتملة للتكنولوجيا الجديدة، (ج) وتسييل القيم غير السوقية، (د) ومجموعة واسعة من وجهات النظر الأخلاقية. وبالتالي، تعد معظم تقييمات التقانة غير موضوعية أو حيادية القيمة، بل تتأثر بدلًا من ذلك بشدة وتنحاز وفقًا لقيم أصحاب المصلحة الأقوى، والذين يكونون غالبًا مطورو ومؤيدو (أي الشركات والحكومات) التقنيات الجديدة قيد الدراسة.يعتبر التقيم التقني من وجهة نظرأكثر تطرفًا، كما عبر عنه إيان باربور في «التقانة والبيئة والقيم الإنسانية»، «اعتذار من جانب واحد عن التقانة المعاصرة من أشخاص ذوي المصلحة في استمرارها».

## وصلات خارجية
- تقييم خيارات التقانة العلمية (STOA)، البرلمان الأوروبي
- المجموعة تقييم التقانة الأوروبية ل STOA
- المعهد لتقييم التقانة ونظم التحليل (ITAS)، معهد كارلسروه للتكنولوجيا (KIT)، ألمانيا

مركز *تا-السويسرية لتقييم التقانة
- & توبيك = ابووتثس & لغة = «المجلس التقانة الدانمركية» المملكة المتحدة
- معهد راثيناو